# Slaget vid Ankara

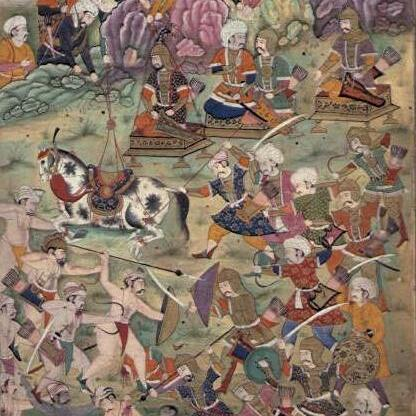
En målning som ska avbilda slaget.

Slaget vid Ankara var ett fältslag som stod utanför staden Ankara (i nuvarande centrala Turkiet) den 20 juli 1402 mellan den osmanske sultanen Beyazits armé och den mongoliske härskaren Timur Lenks styrkor, understödda av osmanernas forna vasaller. Timur besegrade osmanerna och tillfångatog sultanen, som senare dog i fångenskap. Slaget ledde till att ett inbördeskrig mellan Beyazits söner bröt ut i Osmanska riket (detta kom att vara till 1413), samt en kraftig (om än tillfällig) försvagning av rikets terretoriella makt i Anatolien och även dess inflytande över bland andra Bysans och Serbien på Balkan.
Efter slaget rörde sig Timur Lenk genom västra Anatolien till kusten, vid Egeiska havet, där han belägrade och intog staden Smyrna, där Johanniterorden hade ett starkt fäste.